# Сад (сура)
Сад (араб. ص — Сад) — тридцать восьмая сура Корана. Сура мекканская.  Состоит из 88 аятов.

## Содержание
В суре рассказывается, как те, которые не уверовали в послание пророка Мухаммада настойчиво и высокомерно опровергали его призыв к Истине Аллаха и оказывали противодействие посланнику Аллаха. В суре даётся отпор их измышлениям и объясняется, что ложное высокомерие, страсть к препирательству и расколу привели их к заблуждению и к противодействию призывам посланника.
Даётся ряд примеров о прежних народах, живших до них, чтобы это удержало их от упрямства и препирательства и укрепило позицию посланника в передаче Послания Аллаха, несмотря на злобу и хитрость многобожников.
Далее рассказывается о праотце людей Адаме и о его враге — шайтане Иблисе, чтобы люди уразумели, что шайтан стремится своим соблазном подтолкнуть их к высокомерию и отвлечь их от истины и что гордыня — это качество шайтана, и она была причиной его изгнания из милости Аллаха.

 Сад. Клянусь Кораном, содержащим напоминание! ۝ Однако те, которые не веруют, пребывают в гордыне и разладе с истиной. ۝ Как же много поколений погубили Мы до них! Они взывали, но уже было поздно для того, чтобы уклониться. ۝ Они удивились тому, что к ним явился предостерегающий увещеватель из них самих, и неверующие сказали: «Это - лживый колдун! ۝ Неужели он обратил богов в Единственного Бога? Воистину, это - нечто удивительное!» ۝ Знатные люди из их числа удалились со словами: «Ступайте и терпите за ваших богов. Воистину, это - некий замысел (или нечто желанное). ۝ Мы не слышали об этом в последней религии. Это - не что иное, как вымысел. ۝ Неужели среди нас Напоминание ниспослано только ему одному?» О нет! Они сомневаются в Моем Напоминании (Коране). О нет! Они еще не вкусили мучений. ۝ Или же у них есть сокровищницы милости твоего Господа, Могущественного, Дарующего? ۝ Или же им принадлежит власть над небесами, землей и тем, что между ними? Пусть же они поднимутся на небеса по путям (или веревкам).  ۝ Это войско будет разбито, подобно прежним соумышленникам. ۝ До них посланников сочли лжецами народ Нуха (Ноя), адиты и Фараон, владыка кольев, ۝ самудяне, народ Лута (Лота) и жители Айки. Это были соумышленники. ۝ Все они сочли лжецами посланников, и истинным было Мое наказание. ۝ Им нечего ждать, кроме одного лишь гласа, для которого нет возврата. 
—  38:1—15 (Кулиев)